# Sperlingita
La sperlingita és un mineral de la classe dels fosfats que pertany al grup de la paulkerrita.

## Característiques
La sperlingita és un fosfat de fórmula química (H₂O)K(Mn²⁺Fe³⁺)(Al₂Ti)(PO₄)₄[O(OH)] [(H₂O)₉(OH)]·4H₂O. Va ser aprovada com a espècie vàlida per l'Associació Mineralògica Internacional en el mes de març de l'any 2024, i publicada pocs mesos després. Cristal·litza en el sistema monoclínic. És l'anàleg amb Fe³⁺Al(OH) de la macraeïta.
Les mostres que van servir per a determinar l'espècie, el que es coneix com a material tipus, es troben dipositades a la col·lecció estatal de minerals de Baviera, a Múnic (Alemanya), amb el número de registre: MSM38185, i a les col·leccions mineralògiques del Museu d'Història Natural del Comtat de Los Angeles, a Los Angeles (Califòrnia) amb el número de catàleg: 76310.

## Formació i jaciments
Va ser descoberta a l'escombrera de la mina Hagendorf Sud, situada a Oberpfalz, al nord-est de Baviera (Alemanya). Aquesta mina alemanya és l'únic indret de tot el planeta on ha estat descrita aquesta espècie mineral.